# Michael Knodt
Michael Knodt (* 17. Juli 1968 in Dillenburg) (auch „Der Micha“) ist ein deutscher Autor und Fachjournalist (Hanf, Cannabis, Drogenpolitik).

## Leben
Michael Knodt wurde in Dillenburg, Hessen, geboren und lebt seit 1990 in Berlin. Knodt ist aufgrund eines langwährended chronischen Leidens seit 2009 Cannabis-Patient. Er studierte zunächst Geschichte und Journalistik, absolvierte anschließend eine Ausbildung zum Zimmermann und reiste seit dieser Zeit regelmäßig in Hanfanbau-Länder wie Jamaika oder Marokko. Seit 2004 arbeitet er als Freier Mitarbeiter für viele deutschsprachige Hanf-Zeitschriften, den Nachtschattenverlag (Lucy’s Rausch), Krautinvest sowie von 2013 bis 2024 für das Vice-Magazin.
Der zweifache Vater ist Verfasser des ersten deutschsprachigen Fachbuchs zur Cannabis-Extraktion und seit vielen Jahren Kopf sowie Moderator mehrere YouTube-Kanäle. Aktuell veröffentlicht er alle zwei Wochen auf „Micha“, einem deutschsprachigen Youtube-Kanal mit Schwerpunkt Cannabis-Aufklärung und gilt als Pionier für die mediale Aufarbeitung von Cannabis-bezogenen Inhalten, der zudem schon früh als Mentor für weitere Aufklärer wie Timm Terpentino und Vince and Weed fungierte. Bei der jährlich stattfindenden Hanfparade tritt er regelmäßig als Redner und auch Moderator auf. Knodt war 2022 und 2024 die zentrale Figur in zwei Dokumentationen zur Cannabis-Teillegalisierung von Arte TV.
Knodt ist aufgrund eines langwährended chronischen Leidens seit 2009 Cannabis-Patient.

## Veröffentlichung
- Cannabis-Extraktion: Konzentrate, Extrakte und Haschisch-Herstellung, ISBN 3-03788-588-2, Nachtschatten Verlag; New Edition (25. Oktober 2020)